# La Collectionneuse (film, 1967)
Pour les articles homonymes, voir La Collectionneuse.
Série Six contes moraux
La Carrière de Suzanne
(1963) Ma nuit chez Maud
(1969)
Pour plus de détails, voir Fiche technique et Distribution.
La Collectionneuse est un film français réalisé par Éric Rohmer, sorti début mars 1967. Il obtient l'Ours d'argent à la Berlinale de cette même année. Quatrième des Six contes moraux, il a en fait été réalisé avant le troisième (Ma nuit chez Maud).  

## Synopsis
Adrien, un antiquaire fatigué du travail et de l'amour qui délaisse sa fiancée, partie travailler seule à Londres, décide de séjourner durant l'été 1967 dans une villa, près de Saint-Tropez, mise à sa disposition par son riche ami Rodolphe ; il est accompagné de Daniel, un ami commun.
Une fois sur place, Daniel l'avertit qu'il y aura un troisième occupant. Une troisième occupante, en fait : il s'agit d'Haydée, avec qui Rodolphe a précédemment entretenu une liaison et qu'il a invitée spontanément chez lui. Daniel se lève à l'aube, se baigne dans la mer, lit à l'ombre d'un arbre, se couche tôt. Autant d'occupations agréables et inhabituelles pour lui. En revanche, il évite Haydée, qui passe chaque fois la nuit avec un garçon différent.
Mécontents, Adrien et Daniel s'associent pour tenter d'intimider Haydée, plus jeune qu'eux d'une dizaine d'années, en la qualifiant de petite collectionneuse et en lui interdisant d'amener d'autres « coups d'un soir » à la maison. Après avoir boudé quelque temps, Adrien commence à courtiser Haydée. Il lui avoue qu'il l'aime beaucoup, mais que son code moral ne lui permet pas de coucher avec elle. Il lui demande donc de séduire une proie plus facile, en la personne de Daniel. Celui-ci et Haydée finissent par coucher ensemble pendant un certain temps, mais au bout d'un moment, Daniel s'avère caractériel avec Haydée et, après l'avoir insultée, s'en va.
Adrien réconforte alors la jeune fille blessée et réfléchit à un nouveau plan pour l'intéresser. Il a apporté avec lui un vase chinois rare, qu'il doit livrer à un riche mais grossier collectionneur américain, Sam, qui s'intéresse à Haydée. Sam les invite à dîner et à passer la nuit dans sa villa. Adrien convient avec Haydée qu'il plaidera qu'il a des affaires à régler le matin et qu'il la laissera là pour séduire Sam. Mais lorsqu'il revient la chercher le lendemain soir, Sam se retourne contre Adrien et l'insulte tout en flirtant avec Haydée, qui renverse alors son précieux vase neuf.
Adrien et Haydée laissent l'Américain et repartent ensemble en voiture. Sur le chemin du retour, Adrien se dit qu'Haydée a finalement bon cœur et que maintenant que Daniel est parti, il va pouvoir passer sa dernière semaine de vacances en prenant du bon temps avec elle. Deux hommes qui passent dans une voiture de sport italienne reconnaissent Haydée, qui sort alors de la voiture pour leur parler. Lorsqu'ils invitent Haydée à les rejoindre en Italie, elle sort son sac de voyage de la voiture d'Adrien. Celui-ci, après avoir attendu un moment, l'abandonne aux hommes et retourne seul dans la villa vide.
Il peut désormais réaliser son objectif de lire et nager tranquillement, mais s'aperçoit que pratiquer seul ces activités ne l'amuse plus. Il décroche alors le téléphone pour réserver une place dans le prochain avion pour Londres.

## Fiche technique
- Titre original : La Collectionneuse
- Réalisation : Éric Rohmer
- Scénario : Éric Rohmer
- Dialogues : Éric Rohmer, Patrick Bauchau, Haydée Politoff et Daniel Pommereulle
- Photographie : Néstor Almendros
- Musique : Blossom Toes, Giorgio Gomelsky, musique tibétaine
- Montage : Jacqueline Raynal
- Production : Georges de Beauregard et Barbet Schroeder
- Sociétés de production : Les Films du Losange, Rome-Paris Films
- Société de distribution : Les Films du Losange
- Pays d'origine :  France
- Langue originale : français, anglais
- Format : Couleurs (Eastmancolor) — 35 mm — 1,37:1 — son Mono
- Genre : Comédie dramatique
- Durée : 90 minutes
- Date de sortie :
  - France : 2 mars 1967 au Studio Gît-le-Cœur à Paris[1].
- Classification CNC : initialement « interdit aux moins de 18 ans »[2], puis mention « tous publics »[3]

## Distribution
- Patrick Bauchau : Adrien
- Haydée Politoff : Haydée
- Daniel Pommereulle : Daniel
- Alain Jouffroy : l'écrivain
- Mijanou Bardot : Jenny
- Annick Morice : Aurélia
- Dennis Berry : Charlie
- Seymour Hertzberg : Sam
- Brian Belshaw : l'amant
- Donald Cammell : le garçon à Saint-Tropez
- Pierre-Richard Bré : un copain dans l'automobile
- Patrice de Bailliencourt : un copain dans l'automobile
- Alfred de Graaf : un touriste perdu

## Production

### Tournage
La villa provençale est le Mas de Chastelas, située à Gassin sur la presqu'île de Saint-Tropez. Il s'agit d'une ancienne magnanerie, devenue la demeure de l'ancien propriétaire du Château de Bertaud,,.
Le film raconte la cohabitation dans une villa provençale de deux garçons et une fille. Rohmer aborde ici nombre des thèmes récurrents dans ses films : le désir, la fidélité, l'amitié entre les sexes. Il se caractérise par l'utilisation fréquente de la voix hors champ du narrateur. La voix off d'Adrien dit d'ailleurs : « S'ouvrit alors une ère d'hostilité franche qui fut celle peut-être où nos talents respectifs, le sien non moins que les nôtres, trouvèrent à s'exercer. ». Rohmer s'est inspiré de Paul Gégauff, scénariste de Claude Chabrol et dandy réputé, pour concevoir son film,.
Rohmer a réalisé le film sans budget et dans le désordre en attendant que Jean-Louis Trintignant soit disponible pour tourner Ma nuit chez Maud, et cette structure a peut-être inspiré les techniques et les principes auxquels lui et son chef opérateur Néstor Almendros reviendront dans ses films ultérieurs : répétitions approfondies avec les acteurs suivies de très peu de prises ; recours à la lumière naturelle dans la mesure du possible, même pour les scènes de nuit ; longs plans fluides pour établir la personnalité des personnages et leur relation les uns avec les autres dans un espace spécifique. Dans son autobiographie Un homme à la caméra, Almendros admet que « le film devait avoir un aspect "naturel", que nous le voulions ou non, parce que nous n'avions que cinq lampes à photoflood ». Ils ont utilisé si peu de pellicule que « dans les laboratoires, ils pensaient qu'il s'agissait des épreuves d'un court métrage ».

« Nous n'avions pas d'argent. Nous n'avions pas grand-chose. Il y avait l'argent de la vente à la télévision des deux premiers Contes moraux, et cela a suffi pour payer le film, louer une maison à Saint-Tropez (en juin, quand les loyers ne sont pas très chers) et engager un cuisinier. Les acteurs et les techniciens avaient accepté une participation aux bénéfices. Je me suis astreint à ne tourner un plan qu'une seule fois. »

— Éric Rohmer
Les moyens très limités sont fonctionnels à une exposition claire et sans fioritures, dans le style classique de Rohmer qui fait toujours prévaloir le dialogue (ici écrit avec la collaboration des trois protagonistes eux-mêmes) et la construction de situations sentimentales.
Le personnage de Sam est présenté sous le nom de Seymour Hertzberg, mais il représentait en fait Eugene Archer, un ancien critique de cinéma du New York Times. Néstor Almendros apparaît également dans le film.

### Personnages
Les dialogues ont été conçus par Eric Rohmer et les trois acteurs principaux (Patrick Bauchau, Haydée Politoff et Daniel Pommereulle). Haydée Politoff et Daniel Pommereulle jouent sous leur propre prénom.

#### Haydée
Haydée est une jeune fille dont on ne sait pas grand-chose : ni ce qu'elle fait, ni d'où elle vient. « Elle surgit, silencieuse, avec sa présence, son corps longiligne, son sourire déroutant... ». Le critique Claude-Jean Philippe soutient qu'elle est identifiée à la nature. Et en effet, dans le prologue, Rohmer la présente sur la plage, marchant le long du bord de mer avec pour seul accompagnement sonore le clapotis des vagues ; elle aussi est un objet de la nature, aussi fascinant et mystérieux que la mer.
Adrien dit d'elle dans le film : « J'ai trouvé la définition de Haydée, c'est une collectionneuse. Haydée, si tu couches à droite et à gauche comme ça sans préméditation, tu es l'échelon le plus bas de l'espèce, l'exécrable ingénue. Maintenant si tu collectionnes d'une façon suivie avec obstination, bref si c'est un complot, les choses changent du tout au tout. »

#### Adrien
Au centre de tout cela se trouve Adrien, un homme sérieusement décidé à passer une période de tranquillité absolue en se détachant de tout, peut-être aussi pour réfléchir à sa relation avec sa compagne, qu'il ne veut absolument pas tromper. Résister à la tentation que représente le contact quotidien avec Daniel, un « collectionneur », est une épreuve difficile. Le destin veut qu'au moment où il est prêt à céder, l'objet de sa tentation disparaisse devant lui.

#### Daniel
L'objet qu'il a réalisé est un pot de peinture jaune recouvert de lames de rasoir qu'il est impossible de toucher sans se blesser. « La peinture est faite pour se couper les doigts », déclare-t-il au critique qui l'interviewe et qui s'est coupé le doigt en la touchant. Daniel est l'ami et le confident d'Adrien.

## Accueil critique
Selon Louis Skorecki dans Libération, « si l'on s'en tient à son scénario (une fille, deux mecs, la sensualité de l'entre-deux, une sorte de suspense sentimental minimal), [le film] aurait pu être signée Truffaut, Vadim, Bénazéraf, Godard, Chabrol, Demy ou Rozier, mais au bout de trois minutes tout le monde sait que c'est du Rohmer. [...] Dans La Collectionneuse, ce sont les postures des trois personnages principaux [...] qui donne à l'histoire en perpétuel devenir ses allures louches si curieusement érotisées. Haydée Politoff, à la fois bimbo bandante et boudin dodu, s'offre avec nonchalance à la concupiscence de Daniel Pommereulle (dans son propre rôle d'artiste mondain) et de Patrick Bauchau, pas encore recyclé en méchant de cinéma (face à James Bond) ou de télévision (face au Caméléon) ».
Dans Télérama, le film divise à sa sortie, mais ne provoque pas de pour/contre. Dans son article Claude-Jean Philippe fait allusion à la vive discussion que le film provoque au sein de la rédaction : « Jean-Louis Tallenay souligne un point important. Il s'agit de vous, lecteurs. Notre premier devoir est de vous prévenir. Les personnages de La Collectionneuse ne pourront manquer de vous gêner, sinon de vous scandaliser. Ce sont des oisifs et des cyniques, ouvertement paresseux et jouisseurs. Ils ne lisent certainement pas Télérama. ». La rédaction classe en 2013 La Collectionneuse comme le 4e meilleur Rohmer après Ma nuit chez Maud, Les Nuits de la pleine lune et Le Rayon vert. Pour Cécile Mury dans sa critique publiée en 2019, le film « prend ses distances avec la chair et avec la narration. [...] Décalage entre les décors bucoliques et miroitants de la côte varoise et la froideur des personnages. Décalage entre l’audace des mots et la passivité des comportements… À la manière des héros romanesques du XVIIIe siècle, ces vacanciers bavards et oisifs n’existent qu’en tant que supports d’un discours brillant et désincarné sur la séduction ». La Collectionneuse ressemble selon Cécile Mury au brouillon du Genou de Claire.
Pour Jean de Baroncelli dans Le Monde, « Les héros de La Collectionneuse ont des principes [...] ce qui complique leur vie et leur permet d'échapper au mal qui les guette (et qui déjà guettait les contemporains de d'Urfé et de Laclos) : l'ennui. [...] Malgré leur arrogance, et pour employer leur langage, ce sont des "paumés". Sans doute d'ailleurs en sont-ils conscients. Ce qui explique les grands discours qu'ils nous adressent, et par lesquels ils essaient de se justifier. [...] À égale distance des faux-semblants du cinéma-vérité et des "trucs" de ce que Rohmer appelle le "cinéma sentimental", la Collectionneuse se situe dans une veine particulièrement séduisante du cinéma moderne ».
Selon Olivier Père d'Arte France Cinéma, « Haydée [...] collectionne les garçons. Mais l’idée de collection est contre l’idée de pureté. Comme tous les Contes moraux, le film aborde la question de la liberté et du choix, ainsi que l’incomplétude du désir. Il y est d’abord moins question de conquêtes féminines que de recherche de la solitude. [...] Rohmer organise un triangle autour du jeu de la séduction, du libertinage et de la manipulation. C’est finalement Haydée, derrière ses apparences superficielles, qui triomphera de la misogynie des deux mâles. [...] Il y a toujours une dimension sociologique dans le travail de Rohmer, qui s’intéresse ici aux nouveaux dandys germanopratins en villégiature à Saint-Tropez, héritiers des Hussards, qui apprécient au début de la libération sexuelle et du mouvement hippie les provocations réactionnaires et cultivent leur machisme, ainsi que les aphorismes hautains sur l’art, la beauté et les femmes. Rohmer annonce avec La Collectionneuse la constellation Zanzibar et les films de Philippe Garrel — on y retrouvera le peintre Daniel Pommereulle — ou de Jean Eustache et son goût des soliloques ».
« Intellettualismo contro istintualità [...] l'occhio da entomologo di Rohmer registra - con una naturalità e una semplicità cristallina - la vita quotidiana dei suoi personaggi: gli ambienti sono scelti nel presente, ma la filosofia smaliziata e il tono del racconto appartengono alla letteratura del XVIII secolo »
— Paolo Mereghetti

« L'œil d'entomologiste de Rohmer enregistre - avec un naturel et une simplicité limpides - la vie quotidienne de ses personnages : les décors sont choisis dans le présent, mais la philosophie rusée et le ton du récit appartiennent à la littérature du XVIIIe siècle. »
La presse anglo-saxonne a écrit des critiques très positives sur le film. En 2001, Philip Norman du Guardian a inclus le film dans sa liste des 100 meilleurs films du XXe siècle. En 2012, le critique américain Roger Ebert a ajouté le film à sa liste des « grands films ». Le réalisateur danois Jørgen Leth le décrit comme son œuvre préférée de Rohmer, et il a engagé l'une des vedettes du film, Patrick Bauchau, pour jouer dans Five Obstructions (2003).

### Récompenses
- 1967 : Ours d'argent au festival de Berlin[18].